# Vilhelm Fermor
Vilhelm von Fermor (ryska: Виллим Виллимович Фермор: Villim Villimovitj Fermor), född 28 september 1702 i Pskov, död 8 februari 1771, var en rysk greve och general.
Fermor tillhörde en ursprungligen engelsk-balttysk, i Östersjöprovinserna bosatt familj. 1720 trädde han i rysk militär tjänst, och utmärkte sig bland 1734 vid Danzig och 1736 mot turkarna. Han deltog i Hattarnas ryska krig, intog 1758 Thorn och Elbing och blev generalguvernör i Preussen. 25 augusti 1758 besegrade Fredrik den store honom i slaget vid Zorndorf. 1762–1768 var Fermor generalguvernör i Smolensk.

## Utmärkelser
- Riddare av Sankt Alexander Nevskij-orden
- Andreasorden

[Redigera Wikidata]